# Milenio Etíope
El Milenio Etíope fue reconocido por la Asamblea General de las Naciones Unidas mediante la resolución 61/270, aprobada el 15 de junio de 2007. Este reconocimiento se basó en la importancia cultural, histórica y social del calendario etíope, que difiere del calendario gregoriano y marca el inicio de un nuevo milenio el 12 de septiembre de 2007. La decisión de celebrar el evento provino del Gobierno de Etiopía y fue respaldada por la Unión Africana, que en su octavo período ordinario de sesiones en enero de 2007 instó a sus Estados miembros y a organismos regionales a participar en la conmemoración.
El Milenio Etíope representó una oportunidad para resaltar la diversidad cultural del país y su contribución a la historia y civilización africanas. La celebración también se enmarcó dentro de los principios de la Declaración Universal sobre la Diversidad Cultural, con énfasis en la promoción de la unidad y el diálogo intercultural.

## Actividades y alcance
El año de celebración, que se extendió desde el 12 de septiembre de 2007 hasta el 11 de septiembre de 2008, incluyó una serie de eventos organizados por el Gobierno etíope con el fin de promover objetivos socioeconómicos, políticos y culturales. Se llevaron a cabo programas de desarrollo, iniciativas educativas y actos simbólicos para reforzar la identidad nacional y la cohesión social.
En el plano internacional, la celebración recibió respaldo como un evento de importancia para África en su conjunto, destacando el papel del continente en la historia global y fomentando la cooperación entre naciones. La conmemoración también sirvió como plataforma para atraer inversiones y promover el turismo, destacando la riqueza histórica y patrimonial de Etiopía.
El financiamiento de estas actividades provino tanto de fuentes gubernamentales como de contribuciones del sector privado y de la comunidad internacional, en el marco de la cooperación con organismos multilaterales y asociaciones culturales.